# Ученик (фильм, 2016)
«Ученик» — российский драматический фильм режиссёра и сценариста Кирилла Серебренникова, снятый по пьесе Мариуса фон Майенбурга. Мировая премьера состоялась 13 мая 2016 года в программе «Особый взгляд» 69-го Каннского кинофестиваля, где фильм был удостоен приза Франсуа Шале. Фильм является лауреатом премии Европейской киноакадемии за лучшего композитора (2016).
В России фильм вышел в прокат 13 октября 2016 года. Также фильм был выпущен в прокат в ряде европейских стран.

## Сюжет
В центре сюжета история о юноше, ставшем религиозным фанатиком и постепенно затягивающем в мракобесие своё окружение и всю школу. Неожиданно он начинает общаться со всеми с помощью цитат из Библии, и решает «преподать урок» своей атеистически настроенной учительнице биологии Елене Львовне, используя для этого влюблённого в него одноклассника Гришу.

## В ролях
- Пётр Скворцов — Вениамин (Веня) Южин
- Виктория Исакова — Елена Львовна Краснова, учительница биологии
- Александр Горчилин — Григорий Зайцев, одноклассник Вениамина, инвалид
- Юлия Ауг — Инга Южина, мать Вениамина
- Антон Васильев — Олег Иванович Сельненко, учитель физкультуры
- Александра Ревенко — Лидия Ткачёва, одноклассница Вениамина
- Николай Рощин — отец Всеволод
- Светлана Брагарник — Людмила Ивановна Стукалина, директор школы
- Ирина Рудницкая — Ирина Петровна
- Марина Клещёва — завхоз

## Создание
В 2014 году Кирилл Серебренников поставил по пьесе Мариуса фон Майенбурга спектакль «(М)ученик», получивший пять номинаций на театральную премию «Золотая маска». Позднее он решил снять фильм по этой пьесе. Фильм снят на средства меценатов-бизнесменов, бюджет картины составил около миллиона евро.
Серебренников перенёс действие из Германии в российскую действительность, в рядовую общеобразовательную школу. В 2015 году пьеса была поставлена Серебренниковым в московском «Гоголь-центре».
Съёмки «Ученика» проходили в августе 2015 года в Калининграде и области, где и происходит действие фильма. В фильме сыграли преимущественно те же актёры, что и в спектакле, кроме исполнителя главной роли: вместо Никиты Кукушкина в фильме появился Пётр Скворцов, больше похожий на старшеклассника.

## Отзывы
Картина собрала положительные отзывы в мировой кинопрессе. На сайте Rotten Tomatoes рейтинг фильма составляет 87 % на основе 31 рецензии со средней оценкой 7,4/10.
Кинокритик Антон Долин высоко оценивает фильм: «Фильм прямолинеен и даже дидактичен, это своего рода наглядная (даже чересчур) демонстрация всех опасностей религии, частной или организованной. Однако художественные достоинства заметно сильнее редких недостатков. Актеры работают самоотверженно, а для Виктории Исаковой <…> эта роль надолго может стать важнейшей за всю карьеру. Камера Владислава Опельянца буквально творит чудеса: продемонстрированную еще в „Измене“ страсть к длинным сложным планам здесь Серебренников доводит до предела. Но самое главное — беспримерная отвага режиссёра, который затрагивает здесь разом буквально все больные вопросы. <…> В этом смысле „Ученик“ — стопроцентно политическая картина, и второй такой в России за все новейшее время снято не было. Уже поэтому ей самое место в Каннах».
Писатель Алексей Шепелёв сразу пишет о том, что «фильм ему понравился, хотя и будет его критиковать». Он отмечает, что смысловая составляющая фильма «имеет западнический вектор». Алексей считает, что «с точки зрения реалистичности проблематика надуманна», которая «затискивается в ряд действительно существующих: проблема взросления и вступления в жизнь, образования и воспитания, школьного насилия, подростковой сексуальности и т.п., а с другой стороны – фанатизма, сектантства, терроризма и т.д.». Также Щепелёв выделяет одну из «вопиющих» ошибок — «изображение священника и его действий», считая, что «иерей – хорошо устроившийся бюрократ, ничем не отличимый от окружающих его школьных педагогов-формалистов».
Леонид Павлючик, кинообозреватель «Труда», в своей рецензии заключил, что фильм «направлен не против веры, а против веры слепой, фанатичной, дремучей, нерассуждающей. Не против православия, а против различных форм религиозного экстремизма, независимо от того, к какой конфессии оголтелые неофиты, подобные Вене, себя причисляют».
Антон Тримайлов, обозреватель «Нашей газеты», считает, что «провокационность ощущается уже в сюжете, но Серебренникову удается по ходу фильма докручивать противостояние религии и современной жизни до каких-то гротескных масштабов», в итоге поставив 7 баллов из 10.
Киновед Михаил Трофименков в газете «Коммерсантъ» проводит параллели с экранизацией пьесы братьев Пресняковых «Изображая жертву», а также с фильмами полувековой давности, назвав их «молодежным бунтом против торжествующего ханжества».
Кинообозреватель русскоязычного издания журнала The Hollywood Reporter Ярослав Забалуев отмечает, что «если побороть неизбежное раздражение от несколько утрированных интонаций и мизансцен, в контексте „Ученика“ это перестает быть недостатком, поскольку таким образом создается эффект присутствия — актеры хоть и не обращаются к зрителю напрямую, но явно проверяют прочность пресловутой четвертой стены». Забалуев делает вывод о том, что «мэтр подводит зрителя к тому несложному, но некомфортному выводу, что слепой фанатизм плох во всех проявлениях — даже если отстаивается самая правильная и разумная точка зрения».
Фильм получил наивысший балл от киноведа интернет-портала InterMedia, Артёма Мельникова. Критик считает, что кинокартина «продолжает традиции остросюжетных „педагогических поэм“, добавляя в гремучий коктейль щепотку „гей-пропаганды“ и пару-тройку половников „совка“, бытового антисемитизма и „православия головного мозга“». Также Мельников жалеет, что рейтинг фильма 18+, так как «его необходимо в принудительном порядке посмотреть всем», а также «стоит включить в будущие учебники – истории ли, обществознания ли».
Борис Иванов, критик интернет-портала «Фильм.ру», поставил кинокартине 8 баллов из 10. «„Ученик“ – пугающая, некомфортная, порой шокирующая политическая история, хотя ее мрачность отчасти сглаживается юмором особенно нелепых ситуаций и диалогов. Но если разобраться, что фильм пытается сказать зрителям, то окажется, что его «посыл» сводится к опасности фундаментализма в неуверенном в себе обществе, у которого нет иммунитета от тоталитарных идеологий. Как-то этого маловато для двухчасового разговорного полотна, от которого мы вправе были ждать более изощренного, более глубокого и более психологичного повествования» — отмечает Борис.
Картина вошла в сотню лучших российских фильмов по версии онлайн кинотеатра IVI.

## Награды и номинации
- Каннский кинофестиваль, программа «Особый взгляд» — премия Франсуа Шале[14].
- «Кинотавр» (2016) — Приз «За лучшую режиссуру»[15][16], Кирилл Серебренников
- Кинофестиваль Festival du nouveau cinema (Монреаль) — приз PRIX DE L’INNOVATION DANIEL LANGLOIS[17]
- 10-я Азиатско-Тихоокеанская кинопремия (Asia Pacific Screen Awards) — номинация на премию «Лучший игровой фильм»[14][17]
- Премия «Золотой единорог» на «Неделе российского кино» в Лондоне (2016)[18]
- Премия Европейской киноакадемии лучшему композитору (2016)[19] — Илья Демуцкий
- «Золотой орёл» (2017):
  - номинация на премию за лучшую женскую роль в кино — Виктория Исакова
  - номинация на премию за лучшую женскую роль второго плана — Юлия Ауг
  - номинация на премию за лучшую операторскую работу — Владислав Опельянц
- «Ника» (2017):
  - премия за лучшую женскую роль второго плана — Юлия Ауг[20]
  - номинация на премию за лучший игровой фильм
  - номинация на премию за лучшую режиссёрскую работу — Кирилл Серебренников
  - номинация на премию за лучшую мужскую роль второго плана — Александр Горчилин
  - номинация на премию за лучшую женскую роль второго плана — Светлана Брагарник
  - номинация на премию за лучшую музыку к фильму — Илья Демуцкий
  - номинация на премию за лучшую операторскую работу — Владислав Опельянц
  - номинация на премию «Открытие года» — Пётр Скворцов
- 45-й Белградский кинофестиваль «Fest» (2017)[21]:
  - премия за лучшую режиссёрскую работу
  - премия за главную мужскую роль — Пётр Скворцов
  - награда Fedeora Федерации кинокритиков стран Европы и Средиземноморья
- «Белый слон» (2016)[22][23]:
  - премия за лучшую музыку к фильму — Илья Демуцкий
  - номинация на премию за лучший фильм
  - номинация на премию за лучшую женскую главную роль — Виктория Исакова
  - номинация на премию за лучшую операторскую работу — Владислав Опельянц
  - номинация на премию за лучшую женскую роль второго плана — Юлия Ауг и Светлана Брагарник
  - номинация на премию за лучшую мужскую роль второго плана — Александр Горчилин